# Mbu Waindim
Mbu Waindim est née en 1990. Elle est connue pour être la première femme camerounaise ingénieure aérospatiale.

## Biographie

### Enfances et débuts
Mbu Waindim obtient son baccalauréat en 2008 au collège baptiste Saker à Limbé. Elle quitte le Cameroun pour Florida Institute of Technology aux États-Unis à l'âge de 18 ans elle y obtient son Master. Ensuite elle poursuit ses études à l’Ohio State University où elle obtient son doctorat en Ingénieure Aérospatiale. Encore étudiante, la camerounaise fait ses armes au centre de recherche Glenn de la NASA à Cleveland, dans l’Ohio, mais aussi, au laboratoire de recherche de l’armée de l’air de la base aérienne Wright-Patterson.
- En 2018, elle devient la première femme camerounaise à détenir un doctorat en ingénierie aérospatiale.

### Carrière
Après son doctorat, Mbu Waindim travaille pour des entreprises de défense aérospatiale, d’abord en tant qu’ingénieur thermique pour Harris Corporation, puis en tant qu’analyste thermique senior chez Raytheon. Elle évolue aussi dans le Consulting, un pan important pour sa carrière semée de plusieurs obstacles.
Elle n’oublie pas son pays. C’est ainsi qu’elle crée en 2015 un club de programmation informatique dans son ancien collège à Limbe. Une manière pour elle de préparer les générations des camerounais pour ce métier.